# Над Німаном світанок
«Над Німаном світанок» (лит. «Aušra prie Nemuno») — литовський радянський кінофільм 1953 року, знятий на Литовській кіностудії і кіностудії «Ленфільм».

## Сюжет
Фільм оповідає про становлення литовського колгоспу в повоєнні роки, шкідницьку діяльність місцевих католицьких священиків, керованих з Ватикану і про боротьбу з «пережитками минулого» в свідомості людей.

## У ролях
- Юозас Сіпаріс — Габріс, голова колгоспу
- Юозас Лауцюс — Сільвестр, дід
- Юозас Мільтініс — Пранкус, селянин
- Алдона Йодкайте — Біруте, дочка Пранкуса
- Бронюс Бабкаускас — ксьондз
- Валеріонас Деркінтіс — Пікяліс
- Казимірас Прейкштас — Клявас
- Альгімантас Вощикас — Таурас Габріс
- Ірена Леонавичюте-Браткаускене — Аушра
- Олександр Жадейкіс — Тучюс
- Стасіс Пятрайтіс — кардинал
- Стасіс Пятронайтіс — Михась

## Знімальна група
- Автори сценарію: Юозас Балтушіс, Євген Габрилович
- Режисер-постановник: Олександр Файнциммер
- Оператор-постановник: Андрій Москвін
- Композитор: Баліс Дваріонас